# Georg Heidler
Georg Heidler (* 6. März 1891 in Magdeburg; † 30. Januar 1950 in Halle (Saale)) war Politiker der KPD und engagierte sich im Widerstand gegen den Nationalsozialismus.

## Leben
Nach dem Besuch von Volks- und Mittelschule lernte Heidler Schlosser. 1909 trat er einer Gewerkschaft bei. Er wurde 1912 zur Marine eingezogen, bei der er bis zum Ende des Ersten Weltkrieges 1918 blieb. Er beteiligte sich am Kieler Matrosenaufstand.
Zurückgekehrt nach Magdeburg wurde er Vorsitzender des Betriebsrates der Saccharinfabrik AG Magdeburg in Salbke. Später war er Monteur bei der Rudolf Wolf AG und der Firma John Fowler & Co. 1920 trat Heidler der KPD bei. In der Zeit des Nationalsozialismus verlor er seinen Arbeitsplatz. Er machte sich 1936 als Tabakwarenhändler selbständig, was er bis Kriegsende 1945 blieb. Das Geschäft und auch Heidlers Wohnung befand sich in der Jerichower Straße Nummer 32 in Magdeburg-Brückfeld.
Heidler engagierte sich im Widerstand gegen die Nationalsozialisten und wurde 1944 von der Gestapo verhaftet. Es erfolgte eine Anklage wegen Hochverrats. Das gegen ihn ergangene Urteil konnte jedoch durch das Einrücken der alliierten Truppen in Magdeburg im April 1945 nicht mehr vollstreckt werden. Am 13. April 1945 kam Heidler frei.
Er wurde dann Mitarbeiter des für den von sowjetischen Truppen besetzten Teil Magdeburgs östlich der Elbe eingesetzten Bürgermeisters. Kurze Zeit später wurde er Dienststellenleiter, bis die beiden Teile Magdeburgs dann als Teil der sowjetischen Besatzungszone wieder vereint waren. 
Heidler engagierte sich für den Zusammenschluss von KPD und SPD zur SED, der 1946 vollzogen wurde. Er übernahm bereits 1945 die Funktion als 1. Vizepräsident der Bezirksverwaltung Magdeburg. Nach deren Auflösung wurde er Ministerialdirektor der Personalabteilung der Regierung des Landes Sachsen-Anhalt. In dieser Funktion war er in die internen Auseinandersetzungen verwickelt. Im Januar 1950 forderte die Landes-Parteikontrollkommission (LPKK) unter anderem auch Heidler von seiner Funktion zu entbinden, da er den Aufgaben nicht gewachsen sei.
Heidler verstarb am 30. Januar 1950 im Universitätsklinikum Halle infolge eines Magenleidens.

## Ehrung
Die Stadt Magdeburg benannte in der Zeit der DDR eine Straße nach ihm als Georg-Heidler-Straße, die auch heute diesen Namen trägt.